# Medal 60-lecia Powstania Wielkopolskiego

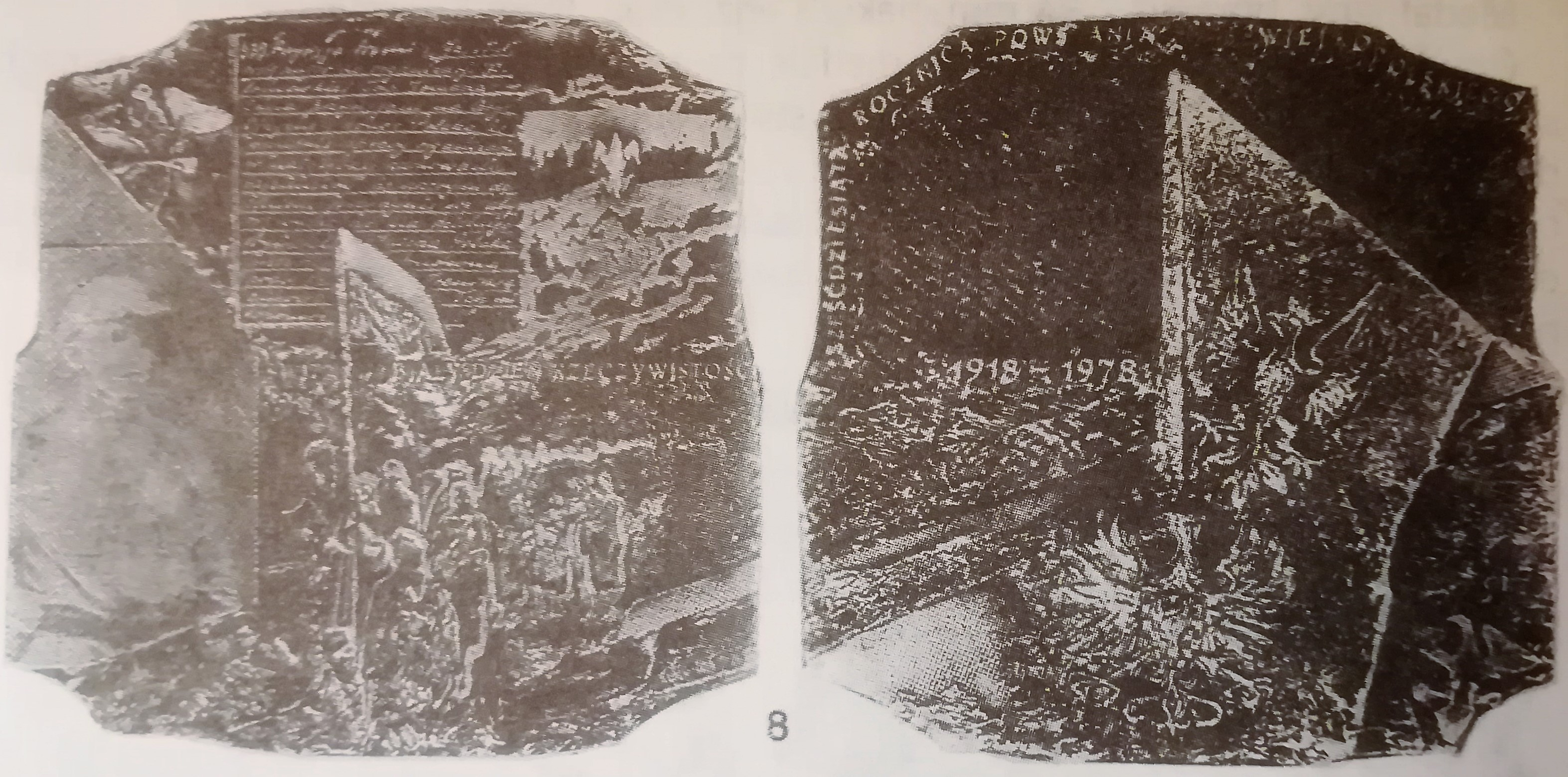
Awers i rewers medalu

Medal 60-lecia Powstania Wielkopolskiego – lany medal pamiątkowy z brązu odlany z okazji 60. rocznicy wybuchu powstania wielkopolskiego, która przypadała 27 grudnia 1978.
Medal wydało sześć instytucji i organizacji: Biuro Wystaw Artystycznych, Krajowa Komisja Weteranów Powstania Wielkopolskiego przy Zarządzie Głównym ZBOWiD, Zarząd Wojewódzki ZBOWiD w Poznaniu, Związek Polskich Artystów Plastyków i wydziały kultury (miejski oraz wojewódzki). Grupa ta ogłosiła wspólnie konkurs o tematyce powstańczej, przy czym, oprócz medalu, wybierano też rzeźbę, obraz i grafikę. Konkurs wypadł najlepiej w dziedzinie medalierstwa i przyznano w tym zakresie następujące nagrody:
- nagroda I: Józef Stasiński z Poznania,
- nagroda II: Anna Krzymańska z Poznania,
- nagroda III równorzędnie: Anna Krzymańska i Krzysztof Nitsch z Krakowa[1].

Medal Stasińskiego był zbliżony do prostokąta o wymiarach 149 x 153 cm i był sygnowany literami St na awersie. Autor zastosował swoje niedawne odkrycie: raster poligraficzny. Medal przedstawiał:
- na awersie: sztandar z orłem w koronie, a poniżej niego orzeł z tarczą herbową z turem (heraldyczny orzeł wielkopolski), obok symbol Sokoła (sokół z ciężarkami w szponach), a u góry napis SZEŚĆDZIESIĄTA ROCZNICA POWSTANIA WIELKOPOLSKIEGO oraz daty 1918-1978,
- na rewersie: symbole młodzieżowych organizacji patriotycznych z terenów zaboru pruskiego (Sokoła, Towarzystwo Tomasza Zana, skauting), z lewej rastrowa postać skauta, z prawej oddział powstańczy w marszu ze sztandarem, na którym napis ŚWIT BIAŁY DZIEŃ RZECZYWISTOŚCI[1].